# Барон Тэлбот из Малахайда

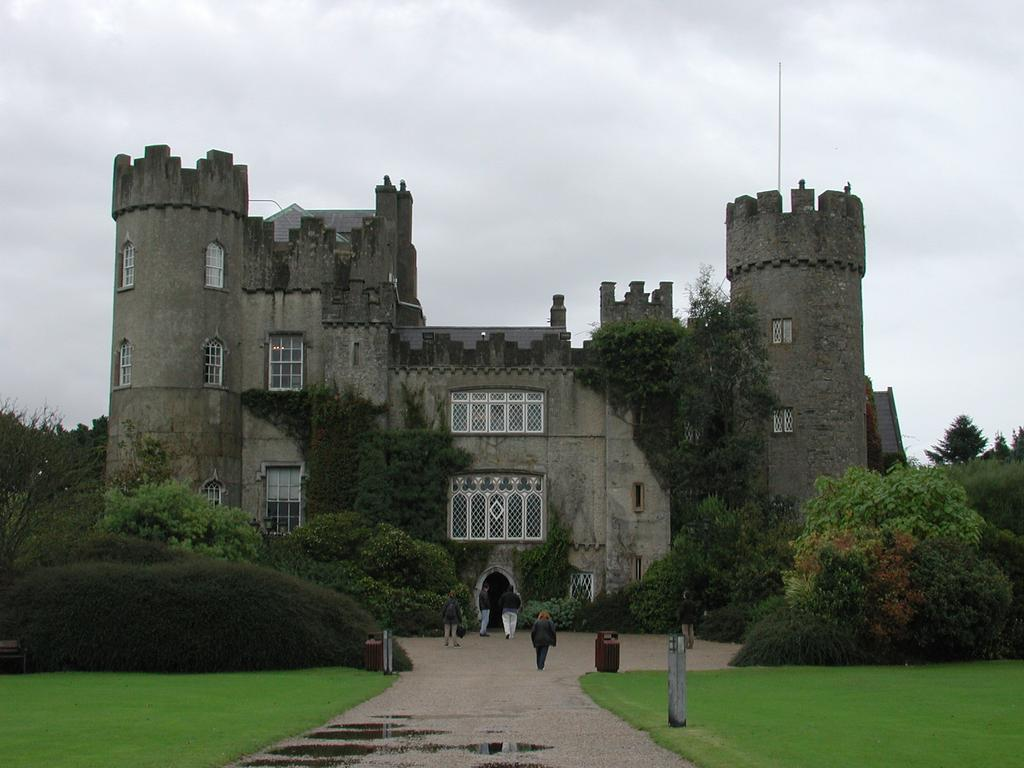
Замок Мэлахайд, деревня Малахайд, графство Фингал

Барон Талбот из Малахайда (или де Малахайд) — наследственный титул, созданный дважды для членов семьи Талбот (1831 год — Пэрство Ирландии и 1856 год — Пэрство Соединённого королевства). Баронский титул креации 1856 года прервался в 1973 году, а титул барона креации 1831 года существует и сейчас. Наследственной резиденцией семьи Талбот до 1976 года был замок Мэлахайд, недалеко от деревни Малахайд, к северу от Дублина в Ирландии.

## История
Впервые титул барона Талбота из Малахайда в графстве Дублин (Пэрство Ирландии) был создан 28 мая 1831 году для Маргарет Талбот (ум. 1834), урожденной O’Рейлли, вдовы Ричарда Талбота, наследника древних лордов Малахайд. Её наследовал их старший сын, Ричард Воган Талбот, 2-й барон Талбот из Малахайда (1766—1849). Он заседал в Ирландской Палате общин от графства Дублин (1790—1791) и Палате общин Великобритании от графства Дублин (1807—1830). 8 мая 1839 года для него был создан титул барона Фёрнивола из Малахайда в графстве Дублин (Пэрство Соединённого королевства). В 1830 году после его смерти титул барона Фёрнивола прервался, а титул барона Талбота из Мэлахайда унаследовал его младший брат, Джеймс Талбот, 3-й барон Талбот из Малахайда (1767—1850). Последнему наследовал его сын, Джеймс Талбот, 4-й барон Талбот из Малахайда (1805—1883). Он заседал в Палате общин от Атлона (1832—1835) и занимал пост лорда в ожидании (1863—1866) в либеральных правительствах лорда Палмерстона и лорда Рассела. 19 ноября 1856 года для него был создан титул барона Талбота де Малахайда из Малахайда в графстве Дублин (Пэрство Соединённого королевства).

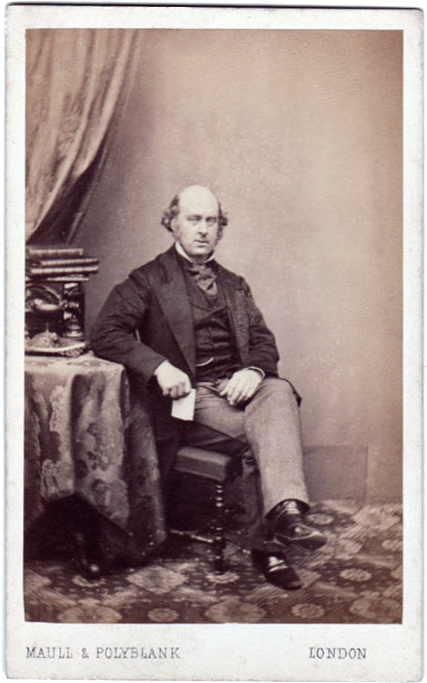
Джеймс Талбот, 4-й барон Талбот из Малахайда

После смерти 4-го барона баронский титул унаследовал его старший сын, Ричард Воган Талбот, 5-й барон Талбот из Малахайда (1846—1921). В 1948 году после смерти сына последнего, Джеймса Босуэлла Талбота, 6-го барона Талбота из Малахайда (1874—1948), эта ветвь семьи угасла. Баронство унаследовал его первый кузен, Майло Джон Реджинальд Талбот, 7-й барон Талбот из Малахайда (1912—1973). Он был сыном достопочтенного Майло Джорджа Талбота, четвертого сына 4-го барона. 7-й лорд Талбот из Малахайда был дипломатом и, в частности, служил послом Великобритании в Лаосе (1955—1956). Тем не менее, после его смерти в 1973 году баронский титул креации 1856 года прервался, а баронский титул креации 1831 года получил его третий кузен, Реджинальд Станислаус Виктор Талбот, 8-й барон Талбот из Малахайда (1897—1975). Он был вторым сыном Джона Реджинальда Чарльза Талбота, внука адмирала достопочтенного сэра Джона Талбота, третьего сына 1-й баронессы. Его преемником стал его младший брат, Джозеф Хуберт Джордж Талбот, 9-й барон Талбот из Малахайда (1899—1987). Ему наследовал его первый кузен, Реджинальд Джон Ричард Арунделл, 10-й барон Талбот из Малахайда (1931-2016). На 2024 год нынешним обладателем титула является его сын Ричард Джон Теннант Арунделл, 11-й барон Талбот из Малахайда, который наследовал отцу в 2016 году.
10-й барон Талбот из Малахайда был сыном Реджинальда Джона Артура Талбота, который в 1945 году по королевскому разрешению принял фамилию и герб «Арунделл», старшего сына Реджинальда Алоизия Талбота (внука адмирала достопочтенного сэра Джона Талбота) и его жены, Мэйбл Мэри Арунделл, дочери достопочтенного Роберта Артура Арунделла, 4-го сына Джеймса Эверарда Арунделла, 9-го барона Арунделла из Вордэра (1763—1817) и Шарлотты Стюарт Паркин, младшей дочери доктора Генри Паркина. Лорд Талбот из Малахайда также имел наследственное звание лорда адмирала из Малахайда и прилегающих морей (создано королем Эдуардом IV). Его жена Патрисия Мэри, леди Талбот из Малахайда, является дамой Мальтийского ордена.
Достопочтенный сэр Джон Талбот, третий сын 1-й баронессы Талбот из Малахайда (1769—1851), был флотоводцем и адмиралом. Полковник достопочтенный Томас Талбот (1771—1853), четвертый сын первого баронессы, был канадским политиком и военным. Также известны два брата 1-й баронессы Талбот из Малахайда: Хью O’Рейлли (ум. 1825) принял фамилию «Наджент» и получил титул баронета в 1795 году, а Эндрю O’Рейлли (1743—1832) был генералом от кавалерии в австрийской армии и получил титул графа Австрийской империи (1787).

## Бароны Талбат из Малахайда (1831 и 1856)

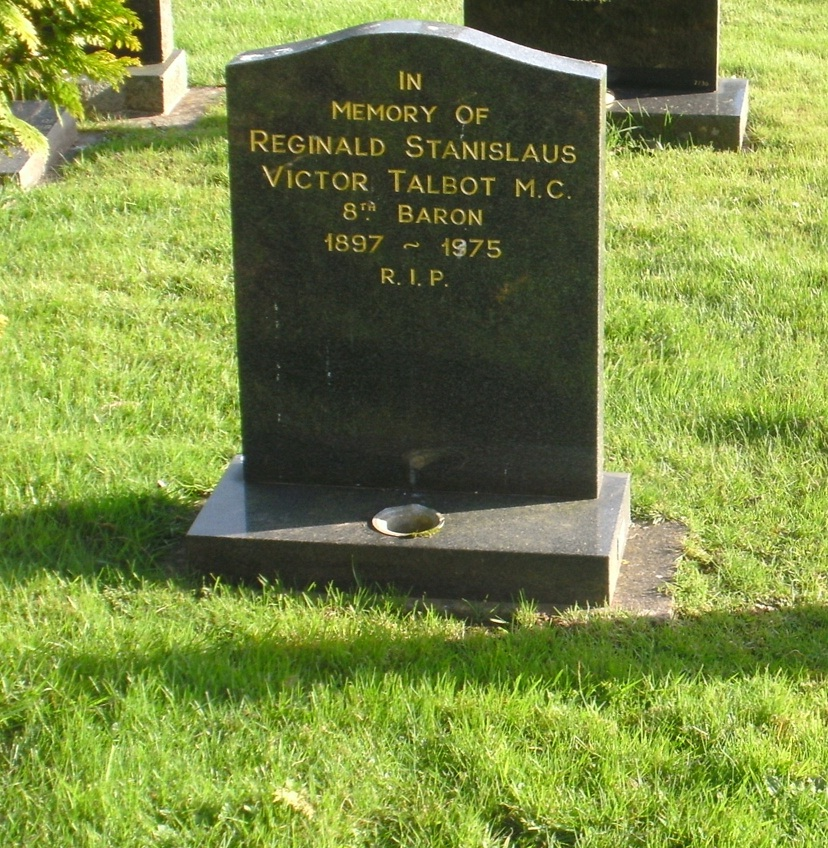
Могила 8-го барона Талбота из Малахайда, кладбище Брекона, Поуис

- 1831—1834: Маргарет Талбот, 1-я баронесса Талбот из Малахайда (ум. 27 сентября 1834), дочь Джеймса O’Рейлли и супруга Ричарда Талбота (1736—1788)[1];
- 1834—1849: Ричард Воган Талбот, 2-й барон Талбот из Малахайда, 1-й и последний барон Фёрнивол[англ.] (1766 — 29 октября 1849), старший сын предыдущих[2];
- 1849—1850: Джеймс Талбот, 3-й барон Талбот из Малахайда (1767 — 20 декабря 1850), младший брат предыдущего[3];
- 1850—1883: Джеймс Талбот, 4-й барон Талбот из Малахайда, 1-й барон Талбот де Малахайд[англ.] (22 ноября 1805 — 14 апреля 1883), старший сын предыдущего[4];
- 1883—1921: Ричард Воган Талбот, 5-й барон Талбот из Малахайда, 2-й барон Талбот де Малахайд (28 февраля 1846 — 4 марта 1921), старший сын предыдущего[5];
- 1921—1948: Джеймс Босуэлл Талбот, 6-й барон Талбот из Малахайда, 3-й барон Талбот де Малахайд (18 мая 1874 — 22 августа 1948), единственный сын предыдущего[6];
- 1948—1973: Майло Джон Реджинальд Талбот, 7-й барон Талбот из Малахайда, 4-й и последний барон Талбот де Малахайд[англ.] (1 декабря 1912 — 14 апреля 1973), единственный сын достопочтенного Майло Джорджа Талбота (1854—1921), младшего сына 4-го барона Талбота из Малахайда[7];
- 1973—1975: Реджинальд Станислаус Виктор Талбот, 8-й барон Талбот из Малахайда (7 мая 1897 — 2 апреля 1975), второй сын Джона Реджинальда Чарльза Талбота (1861—1909), внук Джона Реджинальда Фрэнсиса Джорджа Талбота (1826—1906), правнук адмирала сэра Джона Талбота (1768—1851), третьего сын 1-й баронессы Талбот из Малахайда[8];
- 1975—1987: Джозеф Хуберт Джордж Талбот, 9-й барон Талбот из Малахайда (22 апреля 1899 — 20 февраля 1987), младший брат предыдущего[9];
- 1987—2016 (Реджинальд) Джон Ричард Арунделл, 10-й барон Талбот из Малахайда (9 января 1931 — 21 ноября 2016), старший сын Реджинальда Джона Артура Талбота (1900—1953), внук Реджинальда Алоизия Талбота (1870—1922), правнук Джона Реджинальда Фрэнсиса Джорджа Талбота (1826—1906), второго сына адмирала сэра Джона Талбота[10];
- 2016 — настоящее время: Ричард Джон Теннант Арунделл, 11-й барон Талбот из Малахайда (род. 28 марта 1957), единственный сын предыдущего[11];
  - Наследник титула: достопочтенный Джон Ричард Арунделл (род. 25 июня 1998), единственный сын предыдущего[12].